# داريل جيبسون
داريل جيبسون هو لاعب اللاكروس كندي، ولد في 4 مايو 1979 في تورونتو في كندا.